# Grönasjö
Grönasjö är en sjö i Laholms kommun i Halland och ingår i Lagans huvudavrinningsområde. Sjön har en area på 0,0733 kvadratkilometer och ligger 136,1 meter över havet. Vid provfiske har abborre och gädda fångats i sjön.

## Delavrinningsområde
Grönasjö ingår i det delavrinningsområde (627960-134937) som SMHI kallar för Ovan Blankan. Medelhöjden är 149 meter över havet och ytan är 41,93 kvadratkilometer. Räknas de 6 avrinningsområdena uppströms in blir den ackumulerade arean 191,08 kvadratkilometer. Krokån som avvattnar avrinningsområdet har biflödesordning 2, vilket innebär att vattnet flödar genom totalt 2 vattendrag innan det når havet efter 43 kilometer. Avrinningsområdet består mestadels av skog (48 procent) och sankmarker (37 procent). Avrinningsområdet har 0,07 kvadratkilometer vattenytor vilket ger det en sjöprocent på 0,2 procent.